# روتی
شهر روتی (به فرانسوی: Retie) در شهرستان تورنو در استان آنتوئر در منطقه فلاندری در کشور بلژیک واقع شده‌است.